# Anik F1
O Anik F1 é um satélite de comunicação geoestacionário canadense da série Anik construído pela Boeing. Ele está localizado na posição orbital de 107,3 graus de longitude oeste e é operado pela Telesat Canada. O satélite foi baseado na plataforma BSS-702 e sua expectativa de vida útil é de 15 anos.

## Lançamento
O satélite foi lançado com sucesso ao espaço no dia 21 de novembro de 2000, às 23:56 UTC, por meio de um veículo Ariane-44L H10-3 a partir do Centro Espacial de Kourou, na Guiana Francesa. Ele tinha uma massa de lançamento de 4711 kg.

## Capacidade e cobertura
O Anik F1 é equipado com 84 transponders ativos (36 em banda C, 48 em banda Ku), fazendo transmissões de radiodifusão para a América do Norte e do Sul, painéis solares com defeito pode ter afetar as operações em 2005.